# Fayetteville Patriots
Die Fayetteville Patriots sind ein ehemaliges Basketballteam der NBA Development League, das in Fayetteville (North Carolina) beheimatet war.

## Geschichte
2001 waren die Patriots eines von acht Gründungsteams der National Basketball Development League NBDL (später D-League und G-League). Den Patriots wurden Spieler von den NBA-Mannschaften Charlotte Bobcats, Detroit Pistons oder New York Knicks zugeteilt.
In der Saison 2002/03 konnte das Team das NBDL-Finale erreichen, verlor allerdings gegen die Mobile Revelers mit 2:1. In dieser Saison wurde Devin Brown zum Most Valuable Player (MVP) der NBDL gewählt.
Am 2. Mai 2006 entschied die NBA D-League, kein Team mehr in Fayetteville antreten zu lassen, um andere Standorte auszuloten.

## Bekannte Spieler
- Chris Andersen
- Matt Barnes
- Gerald Green
- Amir Johnson
- Devin Brown
- Terrell McIntyre
- Gregory Davis
- Mateen Cleaves
- Alex Acker